# Deloneura subfusca
Deloneura subfusca är en fjärilsart som beskrevs av Hawker-smith 1933. Deloneura subfusca ingår i släktet Deloneura och familjen juvelvingar. Inga underarter finns listade i Catalogue of Life.